# Tyrrell 007
Tyrrell 007 — автомобиль Формулы-1, разработанный конструктором Дереком Гарднером для команды Tyrrell. Участвовал в чемпионатах мира с 1974 по 1977 год.

## История
Болид дебютировал на Гран-при Испании 1974 года под управлением Джоди Шектера. Южноафриканец выиграл за рулем 007 3 гонки: Гран-при Швеции и Великобритании в 1974 году, а также гонку в Южной Африке в 1975 году.
После дебюта революционного Tyrrell P34, использовался в Формуле-1 только частными пилотами. Последней гонкой машины стал Гран-при Японии 1977 года, где ей управлял японец Кунимицу Такахаси.

## Результаты выступлений в гонках в составе командыTyrrell
| Год  | Команда          | Двигатель             | Шины | Пилоты     | 1   | 2    | 3    | 4    | 5    | 6   | 7   | 8   | 9   | 10   | 11   | 12   | 13  | 14   | 15   | 16  | Место | Очки |
| ---- | ---------------- | --------------------- | ---- | ---------- | --- | ---- | ---- | ---- | ---- | --- | --- | --- | --- | ---- | ---- | ---- | --- | ---- | ---- | --- | ----- | ---- |
| 1974 | Elf Team Tyrrell | Ford Cosworth DFV 3,0 | G    |            | АРГ | БРА  | ЮАР  | ИСП  | БЕЛ  | МОН | ШВЕ | НИД | ФРА | ВЕЛ  | ГЕР  | АВТ  | ИТА | КАН  | США  |     | 3     | 52   |
| 1974 | Elf Team Tyrrell | Ford Cosworth DFV 3,0 | G    | Дж. Шектер |     |      |      | 5    | 3    | 2   | 1   | 5   | 4   | 1    | 2    | Сход | 3   | Сход | Сход |     | 3     | 52   |
| 1974 | Elf Team Tyrrell | Ford Cosworth DFV 3,0 | G    | Депайе     |     |      |      |      | Сход |     | 2   | 6   |     | Сход | Сход | Сход | 11  | 5    | 6    |     | 3     | 52   |
| 1975 | Elf Team Tyrrell | Ford Cosworth DFV 3,0 | G    |            | АРГ | БРА  | ЮАР  | ИСП  | МОН  | БЕЛ | ШВЕ | НИД | ФРА | ВЕЛ  | ГЕР  | АВТ  | ИТА | США  |      |     | 5     | 25   |
| 1975 | Elf Team Tyrrell | Ford Cosworth DFV 3,0 | G    | Дж. Шектер | 11  | Сход | 1    | Сход | 7    | 2   | 7   | 16  | 9   | 3    | Сход | 8    | 8   | 6    |      |     | 5     | 25   |
| 1975 | Elf Team Tyrrell | Ford Cosworth DFV 3,0 | G    | Депайе     | 5   | Сход | 3    | Сход | 5    | 4   | 12  | 9   | 6   | 9    | 9    | 11   | 7   | Сход |      |     | 5     | 25   |
| 1975 | Elf Team Tyrrell | Ford Cosworth DFV 3,0 | G    | Жабуй      |     |      |      |      |      |     |     |     |     |      |      | 14   |     |      |      |     | 5     | 25   |
| 1975 | Elf Team Tyrrell | Ford Cosworth DFV 3,0 | G    | Леклер     |     |      |      |      |      |     |     |     |     |      |      |      |     | Сход |      |     | 5     | 25   |
| 1976 | Elf Team Tyrrell | Ford Cosworth DFV 3,0 | G    |            | БРА | ЮАР  | СШЗ  | ИСП  | БЕЛ  | МОН | ШВЕ | ФРА | ВЕЛ | ГЕР  | АВТ  | НИД  | ИТА | КАН  | США  | ЯПО | 3     | 71   |
| 1976 | Elf Team Tyrrell | Ford Cosworth DFV 3,0 | G    | Дж. Шектер | 5   | 4    | Сход | Сход |      |     |     |     |     |      |      |      |     |      |      |     | 3     | 71   |
| 1976 | Elf Team Tyrrell | Ford Cosworth DFV 3,0 | G    | Депайе     | 2   | 9    | 3    |      |      |     |     |     |     |      |      |      |     |      |      |     | 3     | 71   |

| Легенда к таблице |                                                                    |
| --- | ------------------------------------------------------------------ |
| В таблице перечислены результаты всех Гран-при Формулы-1, в которых использовался автомобиль. Строками таблицы являются сезоны, столбцами — этапы чемпионата мира. В каждой клетке указаны сокращённое название этапа и результат, дополнительно обозначенный цветом. Расшифровка обозначений и цветов представлена в нижеследующей таблице. |                                                                    |
| \| Пример \| Описание \| \| ------------ \| ------------------------------------------------------------------ \| \| 1 \| Победитель \| \| 2 \| Второе место \| \| 3 \| Третье место \| \| 5 \| Финишировал, заработав очки \| \| Сход \| Не финишировал, но при этом заработал очки \| \| 12 \| Финишировал, не получив очков \| \| НКЛ \| Финишировал, но не попал в финальную классификацию \| \| 15 \| Участвовал вне зачёта, либо по отдельной классификации \| \| 18 \| Не финишировал, но попал в финальную классификацию \| \| Сход \| Не финишировал \| \| НКВ \| Не прошёл квалификацию \| \| НПКВ \| Не прошёл предквалификацию \| \| ДСК \| Дисквалифицирован \| \| ИСК \| Исключён из протокола соревнований \| \| ТТ \| Заявлен для участия только в тренировках \| \| НС \| Участвовал в квалификации, но не стартовал в гонке \| \| Т \| Травмирован или болен \| \| ОТК \| Отказ от участия \| \| НТР \| Прибыл на соревнования, но на трассу не выезжал \| \| НПР \| Был заявлен в числе участников, но не прибыл к началу соревнований \| \| О \| Соревнования отменены \| \| \| Не участвовал \| \| Поул-позиция \| \| \| Быстрый круг \| \| |                                                                    |
| Пример | Описание                                                           |
| 1 | Победитель                                                         |
| 2 | Второе место                                                       |
| 3 | Третье место                                                       |
| 5 | Финишировал, заработав очки                                        |
| Сход | Не финишировал, но при этом заработал очки                         |
| 12 | Финишировал, не получив очков                                      |
| НКЛ | Финишировал, но не попал в финальную классификацию                 |
| 15 | Участвовал вне зачёта, либо по отдельной классификации             |
| 18 | Не финишировал, но попал в финальную классификацию                 |
| Сход | Не финишировал                                                     |
| НКВ | Не прошёл квалификацию                                             |
| НПКВ | Не прошёл предквалификацию                                         |
| ДСК | Дисквалифицирован                                                  |
| ИСК | Исключён из протокола соревнований                                 |
| ТТ | Заявлен для участия только в тренировках                           |
| НС | Участвовал в квалификации, но не стартовал в гонке                 |
| Т | Травмирован или болен                                              |
| ОТК | Отказ от участия                                                   |
| НТР | Прибыл на соревнования, но на трассу не выезжал                    |
| НПР | Был заявлен в числе участников, но не прибыл к началу соревнований |
| О | Соревнования отменены                                              |
| | Не участвовал                                                      |
| Поул-позиция |                                                                    |
| Быстрый круг |                                                                    |